# Kriegsfischkutter
Kriegsfischkutter (kurz KFK) waren Boote nach einem Entwurf für kleine Hilfskriegsschiffe der deutschen Kriegsmarine im Zweiten Weltkrieg. Sie wurden im Vorposten- und Sicherungsdienst an den Küsten, in U-Boot-Jagd-Flottillen und in der Nachkriegszeit zur Minenräumung und Fischerei eingesetzt.

## Baugeschichte

### Zivile Entwicklung eines Reichsfischkutters
1920 wurde damit begonnen, die politisch gesteuerte Umsetzung der „Vereinheitlichung der Fahrzeuge der dt. Fischereiflotte“ voranzutreiben.
Dabei wurde in enger Abstimmung mit dem Germanischen Lloyd eine Palettierung mit den Unterklassen A–K (12–24 m) gebildet.
Der Reichsfischkutter wurde meist in Holz ausgeführt und konnte von privaten Betreibern zusammen mit einem günstigen Reichsdarlehen bestellt werden. Als Gegenleistung musste das Fahrzeug im Krieg der Marine überlassen werden.
Der Kriegsfischkutter basiert auf dem ab Mitte der 1930er Jahre forcierten größeren Modell G.
Die Benutzung von armierten Fischkuttern und Trawlern im Krieg war Praxis. Die Besatzungen der zuvor zivilen Einheiten wurden zum Wehrdienst eingezogen.

### 1942 bis 1945: Großserienbau für den Kriegseinsatz
1942 gab die Kriegsmarine 1072 dieser Kutter in Auftrag und startete damit die größte Schiffbauserie der deutschen Seefahrtgeschichte. Die Boote wurden von 42 Werften in sieben europäischen Ländern gebaut, wobei der Ursprungsentwurf von der Maierform GmbH Bremen stammte.
Ohne es zu wissen, fertigten Werften im neutralen Schweden Kriegsfischkutter für die deutsche Kriegsmarine. Diese Aufträge waren als Aufträge für „normale“ Fischkutter getarnt und wurden vom damaligen Reichsernährungsministerium vergeben. Die vollständig mit Fanggeschirr ausgelieferten Kutter mit den Nummern KFK 93 bis KFK 137 wurden auf deutschen Werften im Ostseeraum zu Kriegsfischkuttern umgerüstet.
1942 wurde die Ernst Burmester Schiffswerft KG für die KFK-Produktion in Swinemünde-Ost als Tochterfirma der Yacht- und Bootswerft Burmester aus Bremen-Burg gegründet. Dort wurden ungefähr 411 Kutter gebaut. Die zahlenmäßige Abgrenzung ist schwierig, da viele Schiffe in unterschiedlichen Baustadien unvollendet blieben.
Außerdem wurden gebaut: 12 Kutter in Griechenland, über 80 Kutter in Warna (Bulgarien), 3 Kutter in Constanța (Rumänien), 12 Kutter in Cherson (Ukraine), 22 Kutter verteilt auf sechs Werften in Belgien, 29 Kutter verteilt auf 12 Werften in den Niederlanden, und 45 Kutter verteilt auf 17 Werften in Schweden (Summe: 150 Stück ohne Nachkriegsfertigungen).
Fertiggestellt und in Dienst gestellt wurden 612 Stück, 554 kamen zum Fronteinsatz, wovon mindestens 135 sanken. Den Kuttern wurden Seriennummern KFK 1 bis KFK 1072 zugeordnet. Diese sind nicht zu verwechseln mit den Namen der Schiffe oder wechselnden taktischen oder anderen Kennzeichnungen, wie zum Beispiel den Einheitennummern der Marine, Funkrufzeichen bzw. späteren Fischereikennzeichen zusätzlich zum Namen.

#### Konstruktionsdetails
Während die Nummern 1–157 noch als Spitzgatter gebaut wurden, liefen alle folgenden Baunummern (ab KFK 158) als Spiegelheck – also mit einem breiteren, platt abgeschlossenen Heck – vom Stapel.
Kiel und Steven wurden in der Regel aus Eichenholz, die Spanten dagegen aus Schiffbaustahl und die Beplankung aus Nadelholz hergestellt. Die Antriebsanlagen bildeten Dieselmotoren verschiedenster Bauart, da man auf die Motoren zurückgriff, die beim Bau zur Verfügung standen bzw. einfach zu beschaffen waren. Neben den im Militärschiffbau üblichen linksdrehenden Propellern wurden bedingt durch Auftragsfertigungen und Materialbeschaffungsprobleme auch die im Zivilbereich üblichen rechtsdrehenden Propeller (bei den schwedischen Auftragsbauten) bei den Kuttern eingesetzt, was teilweise Umgewöhnungsprobleme der Schiffsführung zur Folge hatte. Der Drehsinn des Propellers hat starken Einfluss auf das Verhalten des Schiffes beim Manövrieren, z. B. beim Anlegen (vergleiche hierzu Radeffekt).

#### Technische Daten
am Beispiel des KFK 5
- Baujahr: 1943
- Werft: im Raum Ägäis
- Indienststellung: 12. November 1943
- Länge / Breite / Tiefgang: 24 m / 6,4 m / 2,75 m
- Wasserverdrängung: 110 t
- Maschinenleistung: 220 PS auf einem Propeller
- Höchstgeschwindigkeit: 9 kn
- Bewaffnung (je nach Verwendung wechselnd)
  - eine 3,7 cm Flak
  - zwei 2 cm Fla-MK
  - zwei Fla-MG
  - Wasserbomben
- Besatzung: 18 Mann

### Zivile Nachkriegsneubauten 1945 bis in die 1950er Jahre
Nach dem Ende des Zweiten Weltkriegs wurde die Produktion des erfolgreichen Schiffstyps für die Fischerei fortgesetzt, wobei keine Zuordnung von KFK-Seriennummern erfolgte.

#### SerieNordder Burmester-Werft
Sofort nach Kriegsende 1945 wurde in der Burmester-„Stammwerft“ in Bremen-Burg zum Teil aus dem Rohmaterial, das noch aus Swinemünde überführt werden konnte bzw. für Swinemünde bestimmt war, mit dem Bau von zehn Kuttern vom Typ KFK mit den werftseitigen Baunummern 2891 bis 2900 begonnen.
Sie waren als Fischkutter für eine eigens dafür von den Schwiegersöhnen des Werfteigners Ernst Burmester gegründeten Fischerei Companie Nord mit Sitz in Bremerhaven geplant. Die Namen der Kutter dieser Serie begannen alle mit Nord
(siehe: Nordwind).
Im Gegensatz zu den Kriegsbauten wurden diese Kutter statt mit Tannen- oder Kiefernholz mit Eichenholz beplankt. Sie wurden nach einem neuen Generalplan als Fischkutter nur mit einem Ruderhaus als Decksaufbau gefertigt und mit einem Hilfsantrieb in Form einer einfachen Ketschtakelung mit drei dreieckigen Segeln – Groß-, Besan- und Vorsegel – ausgerüstet. Diese Kutter erhielten die Fischereikennzeichen BX 354 bis BX 363.
Sie wurden erst 1948 fertiggestellt und fuhren nicht mehr wie geplant in der Fischerei, sondern wurden ab 1950 wieder auf der Burmester-Werft zu komfortablen Privatyachten (sogenannte Reiseschiffe) mit modernem Ketschrigg umgebaut. dabei handelte es sich zum Teil um Fluchtboote, die finanzstarke deutsche Bürger angesichts des Koreakriegs für den Fall einer sowjetischen Invasion der Bundesrepublik umbauen ließen. Ein Teil dieser Boote wurde vom Seegrenzschutz aufgekauft und ab 1951 in Dienst gestellt.

#### Fertigstellungen und 24-m-Neubauten in Polen
In der Nachkriegszeit wurden mit verbliebenem Material diverse Nachbauten gefertigt. Nachfolgend ein Überblick dieser Schiffe:
1947–1950 wurden in Polen in Stettin und Umgebung (Świnoujście/Swinemünde, Nowe Warpno/Neuwarp, Dievenow) sechs oder sieben KFK als Fischkutter fertiggestellt, repariert oder aus KFK-Rohmaterial neugebaut.
Weitere sechs folgten unter der Serienbezeichnung SKS-240 („Superkutry Świnoujście“).
Dazu kam ein Sonderbau vom Typ SKS-240A, der als Fischereischulschiff RYBAK 1951 vom Stapel lief. Noch im gleichen Jahr erfolgte die Umbenennung in HENRYK RUTKOWSKI. 1980 wurde die Motorsegel-Ketsch in eine Motorsegel-Brigantine umgetakelt. 1997 erfolgte die Umbenennung in KAPITAN GLOWACKI.
1952–1955 folgten 45 oder 46 verbesserte Neubauten nach KFK-Muster als Serie B-21 in Gdynia/Gdingen und vor allem Danzig/Gdańsk.
Weitere 24 erneut modernisierte Neubauten folgten als Serie B-25 in den Jahren 1955 bis 1958. Neun davon dienten anderen Zwecken als der Fischerei.
1958–1971 wurden zwar weiter modernisierte, aber immer noch als KFK-Nachfolger erkennbare, mehr als 70 Kutter der Serie B-25s und drei der Serie B-25s/B gebaut.
Und auch den von 1972 bis 1976 gebauten 62 Fischkuttern der Serie B-25s/A konnte man noch ihre Abstammung von den KFK ansehen.
Bemerkenswerterweise bezeichnen polnische Fischer noch heute diese Schiffe als Ka-eF-Ka.
Die immer größer werdenden Bauten der Nachfolgeserien hatten dann ein völlig anderes Design.
1951 bis 1958 wurde jedoch parallel zu den 24 m langen Kuttern noch eine mit 32 m deutlich größere, aber offensichtlich auch noch auf der Maierform der Reichsfischkutter-Modellreihe beruhende Variante B-11 gebaut. Deren Nachfolgeserie B-17 erhielt ein völlig anderes Unterwasserschiff.

#### 24-Meter-Kutter-Serie der DDR für Sassnitz
Von 1951 bis 1954 wurden auf elf Werften an der Küste der DDR 59 Kutter der 24-Meter-Serie (24m-Kutter) wie die KFK nach Muster des Reichfischkutters Modell G, jedoch mit Holz- statt Stahlspanten konstruiert. 15 Schiffe wurden als Boote mit Spiegelheck („Typ Gehlsdorf“), die restlichen 44 als Spitzgatter („Typ Damgarten“) gebaut. Zwei der Kutter mit Spiegelheck erhielten statt der Holzaufbauten wesentlich größere Deckshäuser, inklusive einen Steuerstand aus Leichtmetall. Sie dienten dem Seehydrographischen Dienst der DDR als Vermessungsboote. Alle anderen wurden in die Sassnitzer Fischfangflotte der DDR eingereiht.
Zusätzlich wurde ein Exemplar einer verlängerten Variante von 32 m Länge als Lehrkutter gebaut (SAS 200 NEUES DEUTSCHLAND).
Ähnliche Bauten waren die zahlreichen 17-Meter-Kutter.

## Verwendung der Kriegsfischkutter

### Einsatz in der Kriegsmarine

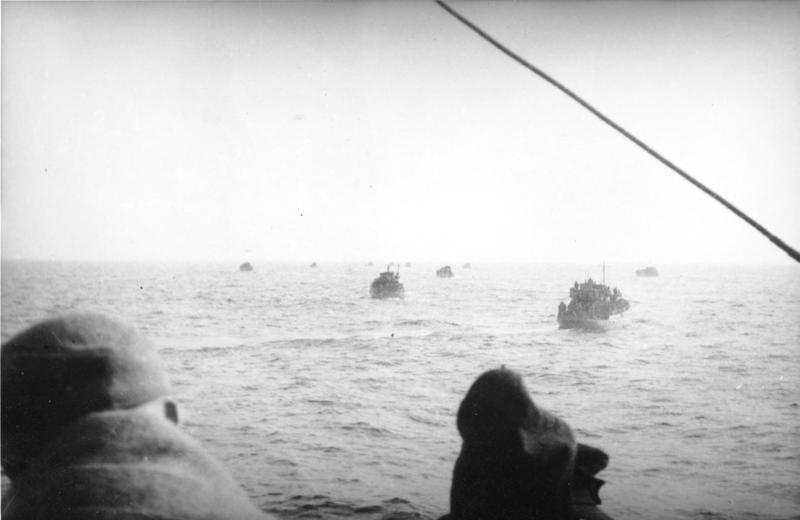
Kriegsfischkutter Anfang 1945 im Einsatz zum Flüchtlingstransport aus Ostpreußen

Die Kriegsmarine setzte die KFK hauptsächlich in drei Varianten als Wachboote, Minensuchboote und U-Jagd-Boote ein. Die als Wachboote eingesetzten Fahrzeuge wurden unter den Bezeichnungen Hafenschutzboot, Vorpostenboot und Vorpostensicherungsboot geführt (→ Liste der Kriegsfischkutter). Mindestens 135 Kriegsbauten sanken im Einsatz.

### Nachkriegsverwendungen im Marine- und Behördendienst

#### German Minesweeping Administration (G.M/S.A.)
Nach dem Krieg räumten anfangs 300 Kutter Minen als Teil des G.M/S.A. (Deutschen Minenräumdiensts) unter westalliierter Leitung bis Ende 1947 an den deutschen, dänischen, norwegischen und holländischen Küsten. Die Zahl der eingesetzten Fahrzeuge wurde während dieser Zeit fortlaufend reduziert.
Als Nachfolgeorganisation des DMRD wurde am 1. Januar 1948 der unter britischer Aufsicht stehende Minenräumverband Cuxhaven aufgestellt, der neben einigen Räumbooten drei KFK betrieb. Am 1. Juli 1951 wurde dieser Verband aufgelöst und es entstand gleichzeitig der deutsche Seegrenzschutz.

#### Seegrenzschutz
Der im Sommer 1951 aufgestellte deutsche Seegrenzschutz erwarb eine Anzahl von KFK und Nachkriegsbauten von verschiedenen Vorbesitzern. Im Herbst 1951 wurden nacheinander acht Kutter erworben, darunter die für einen Privatmann zum Segelboot umgebaute Nordwind. Zum Teil wurden nur Rümpfe erworben. Im Juli 1952 kamen 15 weitere KFK-Rümpfe in Hamburg-Finkenwerder hinzu, die zur britischen Kriegsbeute gehört hatten. Von diesen Rümpfen wurden nur drei hergerichtet, der Rest für eine mögliche Vergrößerung des Seegrenzschutzverbandes in Reserve genommen. Während die Nordwind als Segelschulboot genutzt wurde, wurden von den übrigen Booten zehn umgebaut und zwischen Januar und Mai 1952 als Kleine Wachboote in Dienst gestellt. Eines der Boote, W 19, wurde als Schulboot eingesetzt.
Der Umbau der Boote erfolgte nach einem einheitlichen Plan auf verschiedenen Werften an Nord- und Ostsee. Charakteristisch für die Seegrenzschutzboote war der runde Aufbau auf dem Vorschiff (s. o. Bild in der Infobox). Im Aufbau befanden sich Sanitärräume für die Unteroffiziere und Mannschaften, die im Vorschiff wohnten. Zugleich diente er als Plattform für die vorgesehene leichte Bewaffnung mit einer 20-mm-Kanone, die jedoch während der Zeit im Seegrenzschutz nicht eingebaut wurde. Alle Boote erhielten einheitlich ein handelsübliches Radargerät des Typs Decca 159 B und eine Funkausstattung. Der Antrieb bestand aus jeweils einem 5-Zylinder-MODAG-Dieselmotor von 150 PS, der den Booten eine Geschwindigkeit von 9 kn verlieh.
1954 wurde beschlossen, den Seegrenzschutz aufzustocken und aus den vorhandenen Rümpfen neun weitere kleine Wachboote auszurüsten. Wegen der bevorstehenden Aufstellung der Bundesmarine, deren Aufstellungsstab im Amt Blank andere Schiffsneubauten höher priorisierte als die Ausrüstung der KFK, wurde der Plan im August 1954 wieder aufgegeben, und die Umrüstung dieser Boote unterblieb.

#### Bundesmarine
Nach der Gründung der Bundesmarine wurden am 1. Juli 1956 alle aktiven KFK des Seegrenzschutzes, zehn Wachboote und das Segelschulboot, übernommen. Die Wachboote bildeten das Hafenschutzgeschwader, das 1960 in 1. Küstenwachgeschwader umbenannt wurde. Ab 1963 wurden sie als militärische Einheiten außer Dienst gestellt und zum größten Teil verkauft. Letzter aktiver und zuletzt zivil besetzter KFK war das Segelschulboot Nordwind, das 2006 außer Dienst gestellt und dem Deutschen Marinemuseum in Wilhelmshaven als aktives Museumsschiff übergeben wurde.

### Reparationen
Die nicht mehr von der GMSA benötigten Fahrzeuge waren alliierte Kriegsbeute und wurden von der britischen und US-amerikanischen Besatzungsmacht verwertet. Ein Großteil ging als Reparationsleistung an andere Siegermächte (Sowjetunion (140), Niederlande (5), Frankreich (26), Norwegen (9), Griechenland (4) Schweden (1)).

### Zivile Nachkriegsverwendung
Viele Kutter aber wurden an zivile Betreiber verchartert. Später verkauften die Briten ihre Beute an die Bundesrepublik. Die Amerikaner dagegen überließen ihre Kutter der Bundesrepublik kostenlos. Die Bundesrepublik wiederum verkaufte sie größtenteils an die ursprünglichen Charterer oder legte sie unter anderem auf Grund der zu geringen Motorenleistung und einer zu teuren Motorenumrüstung still.
Wie ursprünglich vorgesehen, wurden 293 Kutter nach dem Zweiten Weltkrieg auf zahlreichen deutschen Werften zu Fischkuttern konvertiert und in der deutschen Fischerei eingesetzt. (Die deutschen und polnischen Nachkriegsbauten wurden bereits als Fischkutter konzipiert und meistens auch dort verwendet.) Ein Teil dieser Kutter fand später weitere Aufgaben in der Touristik oder bei privaten Eignern. Einige KFK und Nachkriegsbauten überdauerten die Jahre aufgrund ihrer stabilen Bauweise und sind bis in die heutige Zeit als Ausflugsschiff, Privatyacht oder Hochsee-Angelkutter in Gebrauch.

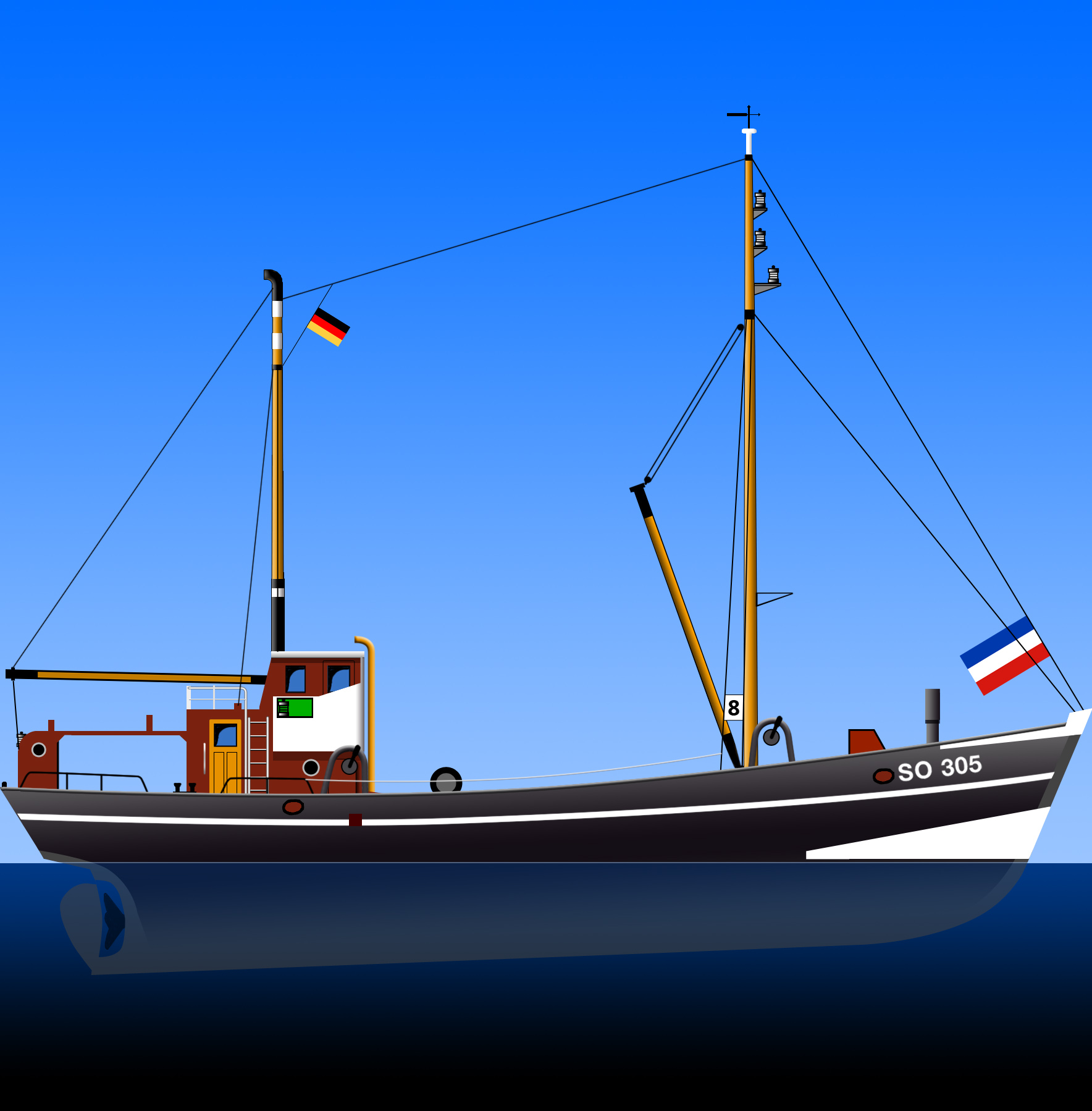
ehem. KFK 356: Fischkutter Silbermöwe in den 1950er Jahren
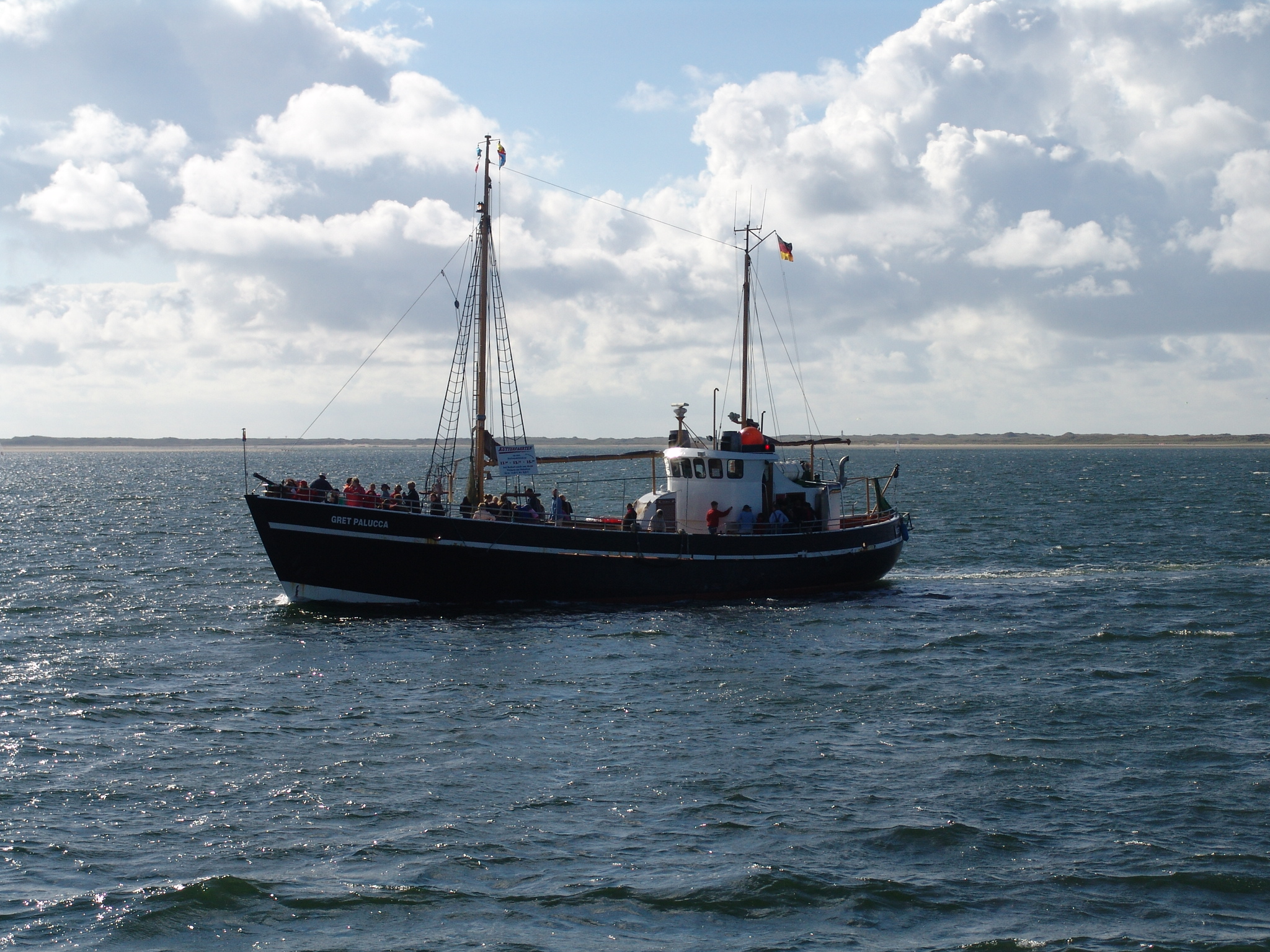
ehem. KFK 138: Ausflugsschiff Gret Palucca vor Sylt
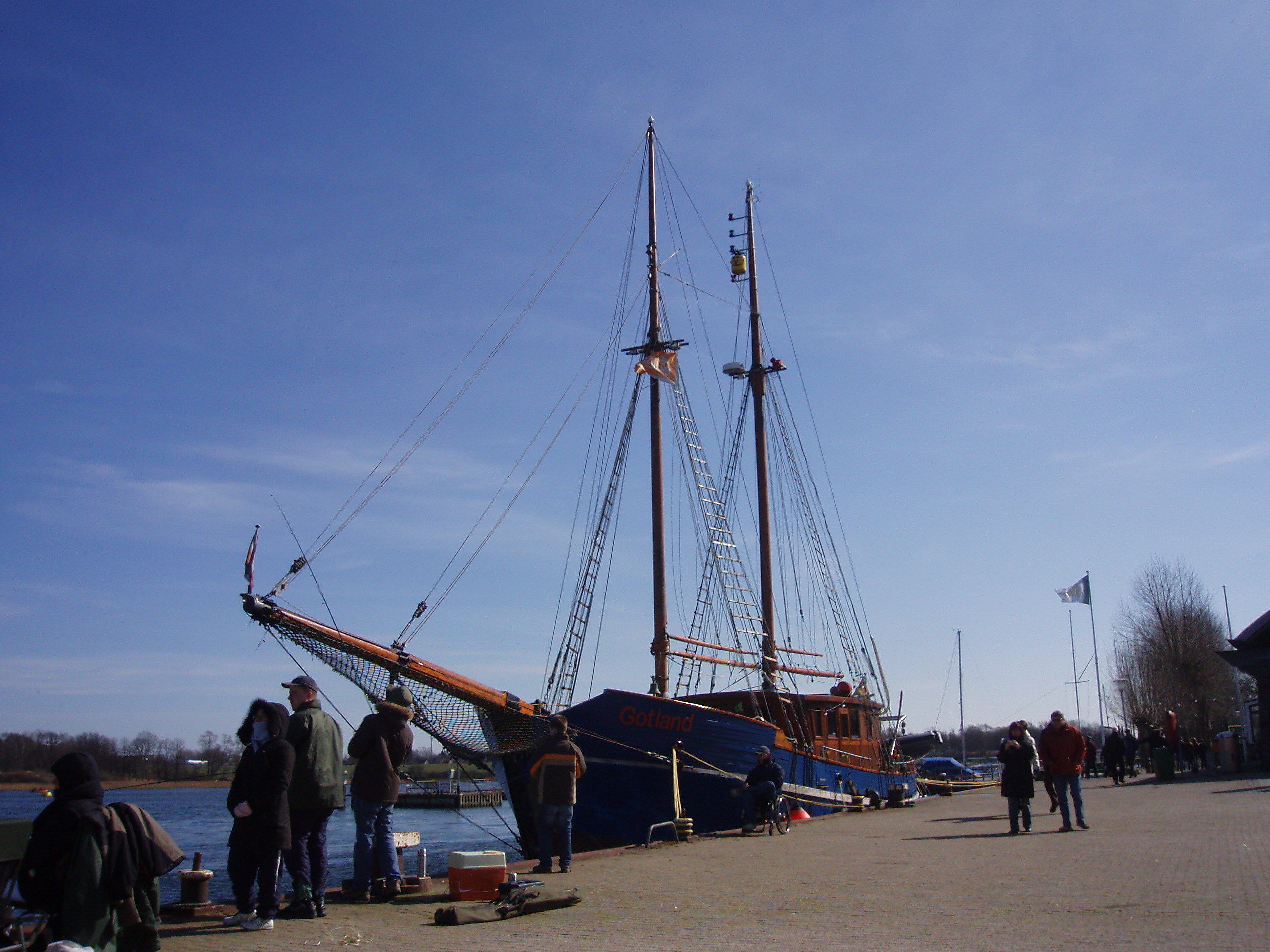
ehem. KFK 146: fährt von Kappeln als Schoner Gotland für verschiedene Zwecke
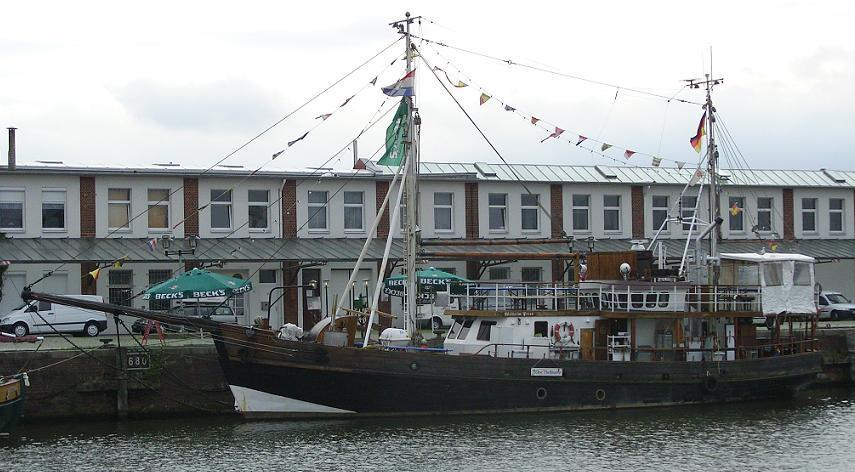
ehem. KFK 185: Restaurantschiff Wilhelm Peter im Fischereihafen Bremerhaven
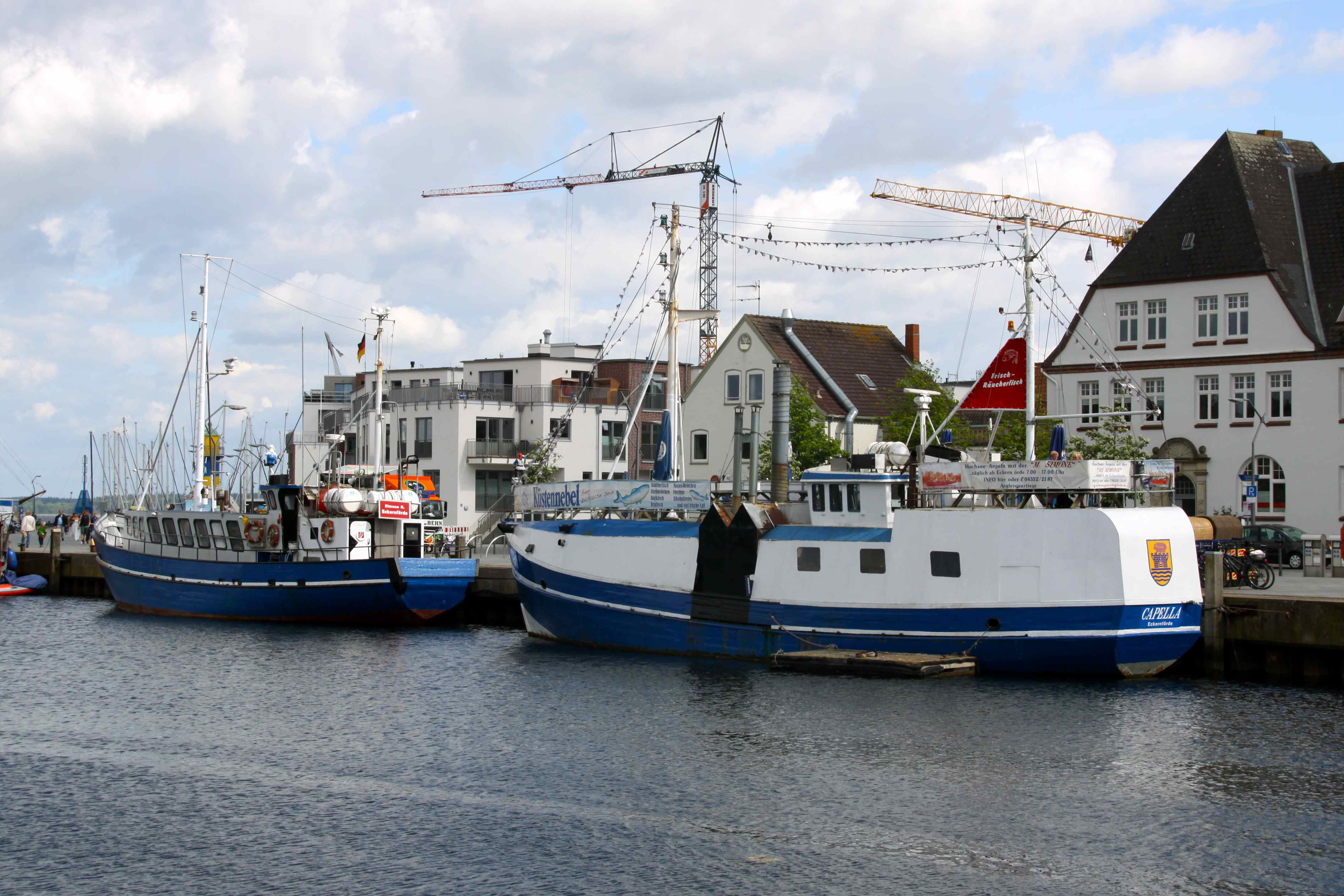
ehem. KFK 488: Angelkutter Simone und ehem. KFK 334 Fischimbiss Capella in Eckernförde

Tres Hombres (KFK 634) segelt ohne Motorantrieb als einziger Frachtsegler regelmäßig seit 2009 über den Atlantik.